# Alison Riske
Alison Riske (férjezett nevén: Alison Riske-Armitraj), (Pittsburgh, Pennsylvania, 1990. július 3. –) amerikai hivatásos teniszezőnő.
2013 óta tartó pályafutása során egyéniben három WTA- és nyolc ITF-tornagyőzelmet szerzett, párosban egy ITF-tornán végzett az első helyen. Legmagasabb világranglista helyezése egyéniben a 2019. november 4-én elért 18. helyezés, párosban a legjobbjaként 2020. január 13-án a 40. helyen állt.
A Grand Slam-tornákon egyéniben a legjobb eredménye a 2019-es wimbledoni teniszbajnokságon elért negyeddöntő, párosban a 2019-es Australian Openen elődöntőt játszott.
2014 óta tagja az Amerikai Egyesült Államok Fed-kupa-válogatottjának, tagja volt a 2018-ban döntőt játszó csapatnak.
2019 júliusában összeházasodott Stephen Amritraj egykori indiai teniszezővel.

## WTA döntői

### Egyéni
| Összesítés            |                              |
| Grand Slam-torna (0)  |                              |
| Premier Mandatory (0) | WTA 1000 (kötelező)* (0)     |
| Premier Five (0)      | WTA 1000 (nem kötelező)* (0) |
| Premier (0)           | WTA 500* (0)                 |
| International (2)     | WTA 250* (1)                 |

*2021-től megváltozott a tornák kategóriáinak elnevezése.

#### Győzelmei (3)
|    | Dátum              | Torna                         | Borítás    | Ellenfél a döntőben | Eredmény a döntőben |
| 1. | 2014. október 12.  | Tianjin Open, Tiencsin        | Kemény     | Belinda Bencic      | 6–3, 6–4            |
| 2. | 2019. június 16.   | Libema Open, ’s-Hertogenbosch | Fű         | Kiki Bertens        | 0–6, 7–6(3), 7–5    |
| 3. | 2021. november 12. | Linz Open, Linz               | Kemény (f) | Jaqueline Cristian  | 2–6, 6–2, 7–5       |

#### Elveszített döntői (9)
|    | Dátum                | Torna                       | Borítás | Ellenfél a döntőben | Eredmény a döntőben |
| 1. | 2016. január 9.      | Shenzhen Open, Sencsen      | Kemény  | Agnieszka Radwańska | 3–6, 2–6            |
| 2. | 2016. június 12.     | Nottingham Open, Nottingham | Fű      | Karolína Plíšková   | 6–7(8), 5–7         |
| 3. | 2016. október 16.    | Tianjin Open, Tiencsin      | Kemény  | Peng Suaj           | 6–7(3), 2–6         |
| 4. | 2017. január 7.      | Shenzhen Open, Sencsen      | Kemény  | Kateřina Siniaková  | 3–6, 4–6            |
| 5. | 2018. május 26.      | Nuremberg Cup, Nürnberg     | Salak   | Johanna Larsson     | 6–7(4), 4–6         |
| 6. | 2019. január 5.      | Shenzhen Open, Sencsen      | Kemény  | Arina Szabalenka    | 6–4, 6–7(2), 3–6    |
| 7. | 2019. szeptember 28. | Wuhan Open, Vuhan           | Kemény  | Arina Szabalenka    | 3–6, 6–3, 1–6       |
| 8. | 2021. szeptember 19. | Slovenia Open, Portorož     | Kemény  | Jasmine Paolini     | 6–7(4), 2–6         |
| 9. | 2022. január 15.     | Adelaide Open, Adelaide     | Kemény  | Madison Keys        | 1–6, 2–6            |

## ITF-döntői

### Egyéni: 13 (9–4)
| Díjazás               |
| --------------------- |
| $100,000 torna        |
| $75,000 torna         |
| $50,000/$60,000 torna |
| $25,000 torna         |
| $15,000 torna         |
| $10,000 torna         |

| Eredmény | No. | Dátum                | Torna                                  | Borítás    | Ellenfél             | Eredmény            |
| -------- | --- | -------------------- | -------------------------------------- | ---------- | -------------------- | ------------------- |
| Döntős   | 1.  | 2009. június 7.      | Hilton Head, Egyesült Államok          | Kemény     | Alexandra Mueller    | 1–6, 6–3, 3–6       |
| Győztes  | 1.  | 2009. október 11.    | Troy AL, Egyesült Államok              | Kemény     | Christina McHale     | 6–4, 2–6, 7–5       |
| Döntős   | 2.  | 2010. szeptember 26. | Saguenay, Kanada                       | Kemény (f) | Rebecca Marino       | 4–6, 7–6(4), 6–7(5) |
| Győztes  | 2.  | 2010. október 10.    | Barnstaple, Egyesült Királyság         | Kemény (f) | Johanna Larsson      | 6–2, 6–0            |
| Győztes  | 3.  | 2010. október 17.    | Joué-lès-Tours, Franciaország          | Kemény (f) | Veszna Manaszjeva    | 5–7, 6–4, 6–1       |
| Győztes  | 4.  | 2010. október 24.    | Saint Raphaël, Franciaország           | Kemény (f) | Urszula Radwańska    | 6–4, 6–2            |
| Döntős   | 3.  | 2011. május 8.       | Indian Harbour Beach, Egyesült Államok | Salak      | Czink Melinda        | 6–4, 1–6, 4–6       |
| Győztes  | 5.  | 2011. október 16.    | Joué-lès-Tours, Franciaország          | Kemény (f) | Oqgul Omonmurodova   | 2–6, 6–2, 7–5       |
| Győztes  | 6.  | 2011. november 6.    | Nantes, Franciaország                  | Kemény (f) | Iryna Brémond        | 6–1, 6–4            |
| Döntős   | 4.  | 2013. július 21.     | Portland, Egyesült Államok             | Kemény     | Nara Kurumi          | 3–6, 6–3, 3–6       |
| Győztes  | 7.  | 2016. június 3.      | Eastbourne, Egyesült Királyság         | Fű         | Tara Moore           | 4–6, 7–6(5), 6–3    |
| Győztes  | 8.  | 2018. június 10.     | Surbiton, Egyesült Királyság           | Fű         | Conny Perrin         | 6–2, 6–4            |
| Győztes  | 9.  | 2019. június 9.      | Surbiton, Egyesült Királyság           | Fű         | Magdaléna Rybáriková | 6-7(7-5), 6–2, 6-2  |

### Páros: 4 (1–3)
| Díjazás        |
| -------------- |
| $100,000 torna |
| $75,000 torna  |
| $50,000 torna  |
| $25,000 torna  |
| $15,000 torna  |
| $10,000 torna  |

| Eredmény | No. | Dátum             | Torna                         | Borítás    | Partner         | Ellenfelek                          | Eredmény         |
| -------- | --- | ----------------- | ----------------------------- | ---------- | --------------- | ----------------------------------- | ---------------- |
| Győztes  | 1.  | 2009. június 6.   | Hilton Head, Egyesült Államok | Kemény     | Jacqueline Cako | Natalie Pluskota Caitlin Whoriskey  | 6–3, 3–6, [10–6] |
| Döntős   | 1.  | 2009. július 25.  | Lexington, Egyesült Államok   | Kemény     | Jacqueline Cako | Csang Kaj-csen Tetyana Luzsanszka   | 3–6, 2–6         |
| Döntős   | 2.  | 2011. február 13. | Midland, Egyesült Államok     | Kemény (f) | Irina Falconi   | Jamie Hampton Ana Tatisvili         | játék nélkül     |
| Döntős   | 3.  | 2011. április 24. | Dothan, Egyesült Államok      | Salak      | Heidi El Tabakh | Valerija Szolovjova Lenka Wienerová | 3–6, 4–6         |

## Eredményei Grand Slam-tornákon

### Egyéni
| Grand Slam | Australian Open | Australian Open   | Roland Garros  | Roland Garros       | Wimbledon      | Wimbledon         | US Open        | US Open            |
| Év         | Eredmény        | Utolsó ellenfél   | Eredmény       | Utolsó ellenfél     | Eredmény       | Utolsó ellenfél   | Eredmény       | Utolsó ellenfél    |
| 2007       | –               | –                 | –              | –                   | –              | –                 | Selejtező (Q2) | Selejtező (Q2)     |
| 2008       | –               | –                 | –              | –                   | –              | –                 | –              | –                  |
| 2009       | –               | –                 | –              | –                   | –              | –                 | Selejtező (Q1) | Selejtező (Q1)     |
| 2010       | –               | –                 | Selejtező (Q1) | Selejtező (Q1)      | 1. kör         | Yanina Wickmayer  | Selejtező (Q1) | Selejtező (Q1)     |
| 2011       | 1. kör          | Sz Kuznyecova     | –              | –                   | 1. kör         | Vera Zvonarjova   | 1. kör         | Jelena Janković    |
| 2012       | 1. kör          | Urszula Radwańska | Selejtező (Q1) | Selejtező (Q1)      | Selejtező (Q2) | Selejtező (Q2)    | Selejtező (Q1) | Selejtező (Q1)     |
| 2013       | Selejtező (Q3)  | Selejtező (Q3)    | Selejtező (Q1) | Selejtező (Q1)      | 3. kör         | Kaia Kanepi       | 4. kör         | Daniela Hantuchová |
| 2014       | 3. kör          | Angelique Kerber  | 2. kör         | Kristina Mladenovic | 3. kör         | Marija Sarapova   | 1. kör         | Ana Ivanović       |
| 2015       | 1. kör          | Océane Dodin      | 1. kör         | Sara Errani         | 1. kör         | Lucie Šafářová    | 1. kör         | Eugenie Bouchard   |
| 2016       | 1. kör          | Belinda Bencic    | 1. kör         | Viktorija Golubic   | 1. kör         | Roberta Vinci     | 1. kör         | Madison Keys       |
| 2017       | 3. kör          | Sorana Cîrstea    | 1. kör         | Barbora Strýcová    | 3. kör         | Coco Vandeweghe   | 1. kör         | Coco Vandeweghe    |
| 2018       | 1. kör          | Kirsten Flipkens  | 1. kör         | Simona Halep        | 2. kör         | Belinda Bencic    | 1. kör         | Sorana Cîrstea     |
| 2019       | 1. kör          | Kiki Bertens      | 1. kör         | Andrea Petković     | Negyeddöntő    | Serena Williams   | 2. kör         | Jeļena Ostapenko   |
| 2020       | 4. kör          | Ashleigh Barty    | 1. kör         | Julia Görges        | elmaradt       | elmaradt          | 2. kör         | Ann Li             |
| 2021       | 1. kör          | A Potapova        | –              | –                   | 1. kör         | Tereza Martincová | 1. kör         | A Pavljucsenkova   |
| 2022       | 2. kör          | Jeļena Ostapenko  | 2. kör         | Iga Świątek         | 3. kör         | Marie Bouzková    | 4. kör         | Caroline Garcia    |
| 2023       | 1. kör          | M Vondroušová     | 1. kör         | Mirra Andrejeva     | 1. kör         | Paula Badosa      |                |                    |

### Páros
| Grand Slam | Australian Open          | Australian Open                       | Roland Garros           | Roland Garros                       | Wimbledon               | Wimbledon                         | US Open                        | US Open                          |
| Év         | Eredmény Partner         | Utolsó ellenfél                       | Eredmény Partner        | Utolsó ellenfél                     | Eredmény Partner        | Utolsó ellenfél                   | Eredmény Partner               | Utolsó ellenfél                  |
| 2011       | –                        | –                                     | –                       | –                                   | –                       | –                                 | 1. kör Sloane Stephens         | Gisela Dulko Flavia Pennetta     |
| 2012       | –                        | –                                     | –                       | –                                   | –                       | –                                 | –                              | –                                |
| 2013       | –                        | –                                     | –                       | –                                   | –                       | –                                 | 2. kör Melanie Oudin           | Liezel Huber N Llagostira Vives  |
| 2014       | 3. kör Madison Keys      | Andrea Hlaváčková Lucie Šafářová      | 3. kör Madison Keys     | Lucie Hradecká Michaëlla Krajicek   | 2. kör Madison Keys     | A Kudrjavceva Anastasia Rodionova | 2. kör Coco Vandeweghe         | Andrea Hlaváčková Cseng Csie     |
| 2015       | 1. kör Madison Keys      | J. Makarova J. Vesznyina              | 1. kör Darija Jurak     | Anastasia Rodionova Arina Rodionova | 1. kör Kiki Bertens     | R Kops-Jones Abigail Spears       | 1. kör Varvara Lepchenko       | Andrea Hlaváčková Luie Hradecká  |
| 2016       | –                        | –                                     | –                       | –                                   | 1. kör Louisa Chirico   | Annika Beck Yanina Wickmayer      | 2. kör Louisa Chirico          | Julia Görges Karolína Plíšková   |
| 2017       | 1. kör Julija Putyinceva | Hibino Nao Alicja Rosolska            | 2. kör Jennifer Brady   | Andreja Klepač MJ Martínez Sánchez  | 1. kör Jennifer Brady   | B Mattek-Sands Lucie Šafářová     | 1. kör Jennifer Brady          | J Makarova J Vesznyina           |
| 2018       | 1. kör Lauren Davis      | Dalila Jakupović Irina Hromacsova     | 1. kör Konta Johanna    | A Medina Garrigues A Parra Santonja | 1. kör Olha Szavcsuk    | Gabriela Dabrowski Hszü Ji-fan    | –                              | –                                |
| 2019       | Elődöntő Jennifer Brady  | Babos Tímea Kristina Mladenovic       | 1. kör Jennifer Brady   | Nicole Melichar Květa Peschke       | 2. kör Jennifer Brady   | Babos Tímea Kristina Mladenovic   | 1. kör Jennifer Brady          | Raluca Olaru Jang Csao-hszüan    |
| 2020       | 3. kör V Kugyermetova    | Elise Mertens Arina Szabalenka        | 2. kör Ajla Tomljanović | Květa Peschke Demi Schuurs          | elmaradt                | elmaradt                          | Negyeddöntő Gabriela Dabrowski | Asia Muhammad Taylor Townsend    |
| 2021       | 1. kör Ajla Tomljanović  | Arantxa Rus Tamara Zidanšek           | –                       | –                                   | –                       | –                                 | 1. kör Ann Li                  | Darja Kaszatkina Anett Kontaveit |
| 2022       | 1. kör Ann Li            | Hibino Nao Alicja Rosolska            | –                       | –                                   | 3. kör Coco Vandeweghe  | Aojama Súko Csan Hao-csing        | –                              | –                                |
| 2023       | 2. kör Linda Fruhvirtová | Barbora Krejčíková Kateřina Siniaková | –                       | –                                   | 1. kör Danielle Collins | Ana Bogdan Jaqueline Cristian     |                                |                                  |

## Év végi világranglista-helyezései
| Év     | 2007 | 2008 | 2009 | 2010 | 2011 | 2012 | 2013 | 2014 | 2015 | 2016 | 2017 | 2018 | 2019 | 2020 | 2021 | 2022 |
| Egyéni | 627. | 895. | 222. | 118. | 135. | 179. | 57.  | 45.  | 97.  | 40.  | 70.  | 63.  | 18.  | 26.  | 51.  | 41.  |
| Páros  | 591. | 734. | 465. | 850. | 199. | 241. | 265. | 80.  | 285. | 206. | 121. | 317. | 44.  | 70.  | 204. | 480. |